# Etno TV
Etno TV este un post de televiziune generalistă din România. A fost înființat pe 22 decembrie 2001 de către Silviu Prigoană, fondator al Realitatea TV (închis în 2019), dar și al Taraf TV, fiind cel mai de succes post de televiziune de muzică populară din România. Din anul 2022, acesta a devenit un post de televiziune generalistă, în urma ședinței CNA din 14 decembrie 2021.

## Istoric

### Ca televiziune de muzică populară (2001 - 2021)
Etno TV a fost lansat la 22 decembrie 2001 de omul de afaceri Silviu Prigoană, patronul firmei Rosal, care deține și Taraf TV, prin Real Top Media TV SRL.
Etno a fost primul post TV dedicat muzicii populare, care se adresează unui target cu vârste între 16 și 70 de ani, cu venituri medii și mari. Reprezentanții postului spun că 70% din audiență este formată din persoane cu educație medie și superioară, iar peste 46% dintre telespectatori sunt din București și orașele mari ale țării (august 2007). Veniturile din publicitate sunt de circa 50.000 de euro pe lună, iar vânzarea spațiilor de emisie costă 500 de euro plus TVA, pentru o oră de emisie (august 2007).
Etno TV a avut 22.000 de telespectatori din mediul urban pe zi, în primele șase luni din anul 2007.
În ianuarie 2008, postul de televiziune a avut o audiență medie de 98.000 de telespectatori pe zi (din care 41.000 în mediul urban), fiind cel mai urmărit post TV de muzică.
În anul 2007, Etno TV a avut o cifră de afaceri de 18 milioane de euro și un profit de un milion de euro, banii venind exclusiv din publicitate.
Din 2013 Etno TV a trecut la formatul HD.

### Ca televiziune generalistă (2022 - prezent)
Pe 14 decembrie 2021, în cadrul ședinței CNA a fost anunțat ca televiziunea muzicală Etno TV devine televiziune generalistă, pe lângă versiunea SD și versiunea HD, o să emită și în versiune 4K și își schimbă și sigla.
Pe 28 februarie 2022 Etno TV a devenit oficial televiziune generalistă, inclusiv pentru publicul în vârstă (50+).

## Emisiuni

### 2001 - 2021
- Bingo Mania (2021)
- Bucătăria Etno (2002 - 2013)
- Cântece pentru cei dragi (2002 - 2021, 15 - 16 mai 2022)
- Câștigați acum! (2018 - 2021)
- Colecția de aur (2021)
- Cu văru' înainte (2013 - 2021)
- Dor, dor cu mine călător (2011 - 2018)
- Etno Top (2002 - 2021, 15 - 16 mai 2022)
- Fanatik Show (2013 - 2015, 15 - 16 mai 2022)
- Găleata de dimineață (2002 - 2013)
- Matinali și populari (2013 - 2021, 15 - 16 mai 2022)
- Petrecere la han (2013 - 2021, 15 - 16 mai 2022)
- Portret de artist (2018 - 2021)
- Rămășag pe folclor (2013 - 2021)
- Sănătate înainte de toate (2011 - 2021, 15 - 16 mai 2022)
- Spectacol popular (2002 - 2021)
- Sub lupă (2021)
- Taifasuri (2002 - 2013)
- Vatra cântecelor noastre (2002 - 2021)

### 2022 - prezent

#### Emisiuni difuzate în prezent
- Aducător de bucurie
- Caravana Etno
- Cântece pentru cei dragi
- Cu văru' înainte!
- Lumea infrastructurii
- Nașii succesului
- Petrecere la han
- Raport special
- Sănătate înainte de toate
- Seara românească
- Spectacol popular
- Subiectul zilei
- Tainele minții
- Vremea

#### Emisiuni anulate
- Călător cu dorul
- Colecția de aur
- Etno Top
- Gura lumii
- Matinali și populari
- Rămășag pe folclor
- România Rurală
- Show a la grec
- Sub lupă